# Carlo Costly
Carlo Yaír Costly Molina (* 18. Juli 1982 in San Pedro Sula) ist ein honduranischer Fußballspieler, der von 2007 bis 2017 Mitglied der honduranischen Fußballnationalmannschaft war.

## Karriere

### Verein
Im Alter von 14 Jahren zog Carlo Costly mit seiner Familie nach Mexiko-Stadt und trainierte dort unter anderem beim Celaya FC, Monarcas Morelia, Atlas Guadalajara und UNAM Pumas. Später kehrte er nach Honduras zurück und begann seine Profikarriere in der Saison 2006 beim CD Platense. Nach nur einer Saison und zehn Tore in 19 Spielen, wurde er an den polnischen Verein GKS Bełchatów ausgeliehen und nach elf Spielen und sechs Toren sofort verpflichtet. Im Juli und August 2007 absolvierte er zwei Spiele im Rahmen der UEFA-Pokal 2007/08-Qualifikation gegen Ameri Tiflis. Nach einem 4:2-Sieg nach Elfmeterschießen schaffte Bełchatów den Einzug in die zweite Qualifikationsrunde, verlor dort aber gegen den ukrainischen Vertreter Dnipro Dnipropetrowsk nach Hin- und Rückspiel mit 3:5.
Nach guten Leistungen für Bełchatów absolvierte er mehrere Probetrainings bei englischen Vereinen wie Plymouth Argyle, Leeds United und Birmingham City.
Im Januar 2009 wurde er bis zum Ende der Saison an Birmingham City verliehen. Sein Debüt gab er am 7. Februar, als er beim 1:1-Unentschieden gegen den FC Burnley als Einwechselspieler ins Spiel kam. Nach acht Ligaspielen, allerdings keinem einzigen Tor kehrte er im Juli 2009 wieder zurück nach Polen. Nach seiner Rückkehr bestritt er in der Hinrunde der Saison 2008/09 nur drei Ligaspiele und erzielte ein Tor. Am 24. Januar 2010 wechselte er daraufhin nach Rumänien zum FC Vaslui, wo er einen Dreieinhalbjahresvertrag unterschrieb. Im Dezember 2010 verließ er den FC Vaslui und kehrte im Januar 2011 in seine zweite Heimat zu Atlas Guadalajara zurück.
Im Juli 2011 wurde er dann in die Major League Soccer an Houston Dynamo ausgeliehen. Nach elf Ligaeinsätzen und einem Torerfolg kehrte er nach Atlas zurück. Im September 2012 wechselte er zum griechischen Verein Veria FC, bevor er im Juli 2013 nach China ging. Dort erzielte er bei seinem Debüt zwei Tore für Guizhou Zhicheng gegen Yanbian Baekdu Tigers in der Chinese Super League. Nachdem er in elf Spielen sieben Tore erzielt hatte, kehrte er am 2. Januar 2014 in seine Heimat Honduras zurück und unterschrieb bei Real España.
Im Sommer 2014 wechselte Costly in die türkische Süper Lig zum südtürkischen Vertreter Gaziantepspor. Bereits im Januar 2015 verließ er diesen Klub wieder und ging erneut zurück in seine Heimat Honduras und schloss sich im folgenden Sommer CD Olimpia an. Seit Januar 2019 spielt er nun für den Ligarivalen CD Marathón.

### Nationalmannschaft
Am 4. Januar 2007 wurde er von Trainer Flavio Ortega für den Kader des UNCAF Nations Cup 2007 in El Salvador nominiert, doch nachdem Ortega kurz vor Beginn des Turniers an einem Schlaganfall verstarb, übernahm Interimstrainer José de la Paz Herrera die Mannschaft und strich Costly aus dem Kader. Am 3. Juni kam er beim 3:1-Sieg über Trinidad und Tobago zu seinem inoffiziellen Länderspieldebüt und erzielte den 3:1-Treffer. Sein offizielles Debüt folgte fünf Tage später beim CONCACAF Gold Cup gegen Panama, als er bei der 2:3-Niederlage in der 66. Minute für Carlos Pavón eingewechselt wurde und in der 90. Minute den Anschlusstreffer erzielte. Am 10. Juni traf er beim 2:1-Sieg über Mexiko doppelt.
Im Rahmen der Qualifikation für die Fußball-Weltmeisterschaft 2010 gelangen ihm in 16 Qualifikationsspielen sechs Treffer, darunter ein Doppelpack am 2. April 2009 gegen Mexiko und am 12. August gegen Costa Rica. Costly gehörte ursprünglich zum Kader für die Weltmeisterschaft in Südafrika, verletzte sich jedoch kurz davor und stand damit nur noch im erweiterten Aufgebot von Honduras. Im Sommer 2014 nahm er an seiner zweiten Fußball-Weltmeisterschaft teil.

## Erfolge
- Honduranischer Meister: 2014, 2016

## Sonstiges
Carlo ist der Sohn von Allan Costly, einem ehemaligen Nationalspieler, der bei der Fußball-Weltmeisterschaft 1982 für Honduras im Einsatz war.